# 1400 Tirela
1400 Tirela eller 1936 WA är en asteroid i huvudbältet som upptäcktes den 17 november 1936 av den  den franske astronomen Louis Boyer vid Algerobservatoriet. Den har fått sitt namn efter Charles Tirel, en vän till upptäckaren.
Asteroiden har en diameter på ungefär 15 kilometer. Den tillhör och har givit namn åt asteroidgruppen Tirela.